# Type 93 (missile terra-aria)
Il Type 93 Surface-to-Air Missile (93式近距離地対空誘導弾, Kyūsan shiki kinkyori chitaikū yūdōdan) è un missile terra-aria impiegato dalla Japan Ground Self-Defense Force. Si tratta della versione montata su veicolo del missile Type 91 (SAM-2), ed è anche noto con il nome Kin-SAM. Viene anche chiamato con la definizione di SAM-3, oppure con il soprannome Closed Arrow.

## Sviluppo
Il progetto del Type 93 nasce dall'esigenza si sostituire i cannoni antiaerei Oerlikon L-90 da 35 mm (GDF) con un sistema molto più moderno e avanzato. Si optò quindi sulla scelta più semplice, adottando un missile già in fase di sviluppo, il Type 91 (SAM-2), a un veicolo Kōkidōsha fornito di un adeguato sistema di controllo del tiro. 
La costruzione del prototipo iniziò nel 1990, ed essendo in gran parte basato su componenti già esistenti, fu rapidamente messo a punto, e dichiarato completato. Così, già nel 1993, il Type 93 entrò ufficialmente in servizio nella JGSDF. Tuttavia il dispiegamento effettivo nei reparti incominciò soltanto l'anno successivo.

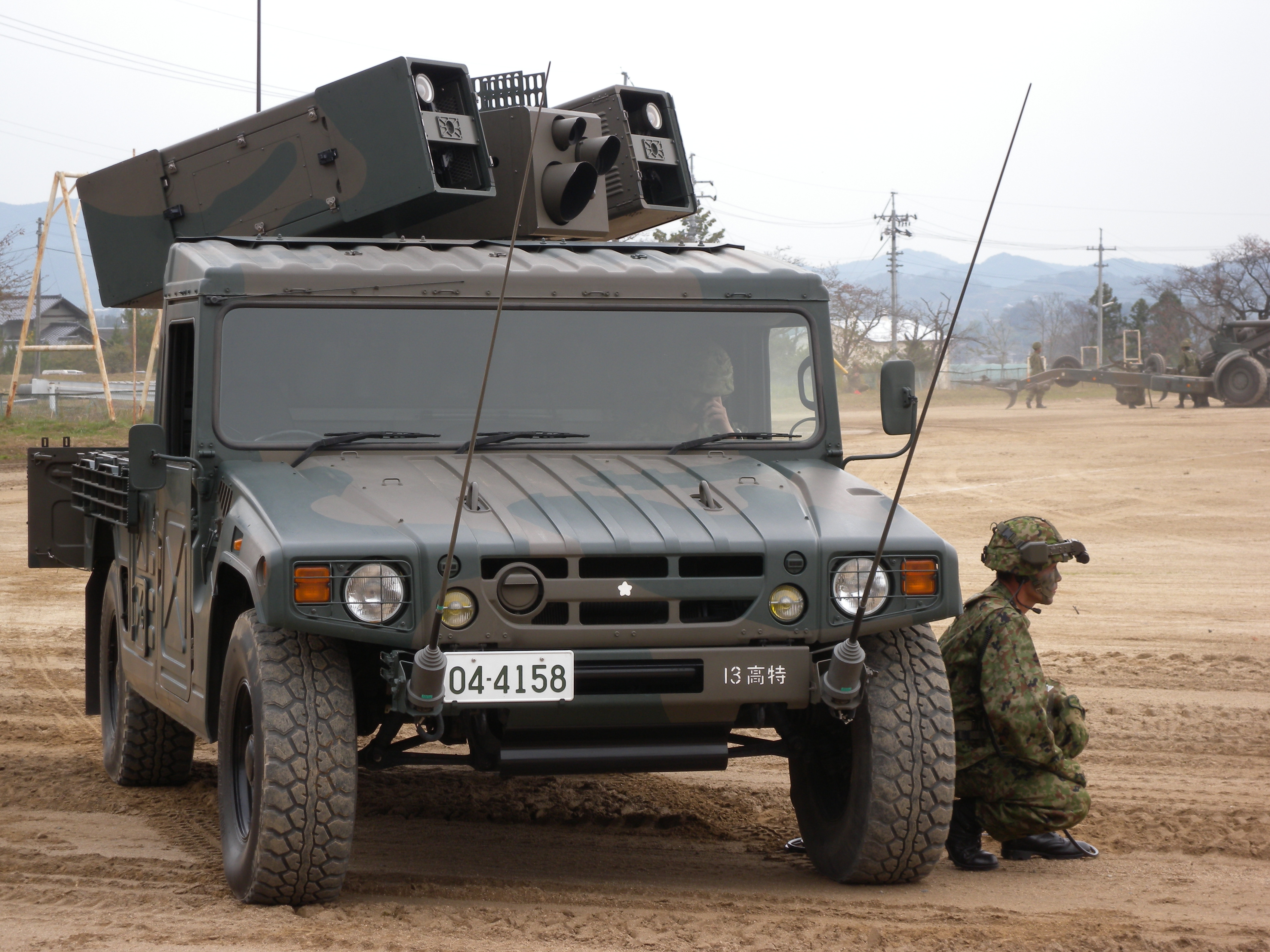
Il sistema antiaereo Type 93 è essenzialmente un lanciatore dotato di dispositivo di puntamento montato su un fuoristrada.

## Caratteristiche tecniche
Il sistema antiaereo Type 93 è stato realizzato montando un lanciatore orientabile con 8 missili sul pianale di carico posteriore di un veicolo Kōkidōsha. Anche chiamato HMV (High Mobility Vehicle), questo fuoristrada militare giapponese è una versione del Toyota Mega Cruiser BXD20, che offre buone prestazioni anche su terreni accidentati. Il veicolo è stato modificato spostando le antenne sul paraurti anteriore, e coprendo l'abitacolo con un rivestimento in materiale composito a matrice polimerica. Il veicolo ha così una lunghezza di 4,9 metri e una larghezza di 2,1 metri.
Il lanciatore è composto da una rampa a due bracci orientabile, ciascuno con quattro missili, per un totale di otto missili. Al centro, fra i due bracci mobili, è posto il dispositivo di puntamento e guida, fornito di una telecamera a luce visibile, un sensore a infrarossi, un ricevitore e un puntatore laser. Inoltre è montata anche un'antenna IFF (Identification Friend or Foe), e un'antenna di collegamento dati per ricevere informazioni sul bersaglio fornite dai radar antiaerei.

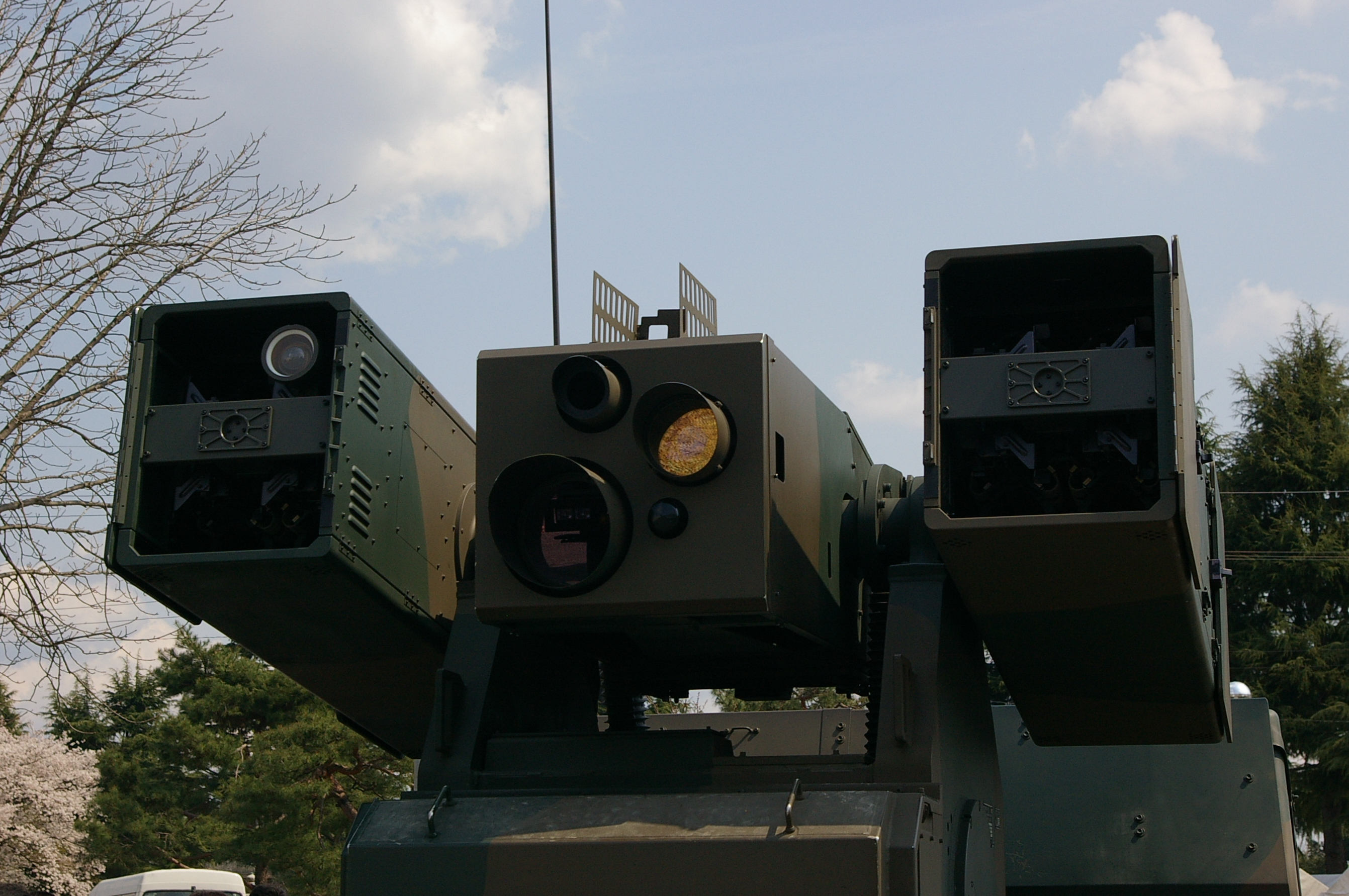
Vista frontale del lanciatore con i due bracci orientabili, e al centro il dispositivo di puntamento.

Infine anche il missile ha un proprio sistema di guida costituito da un seeker che unisce un sensore a infrarossi e una telecamera a luce visibile, ed è in grado di colpire anche i bersagli con una bassa emissione di raggi infrarossi.